# Kavekini Nalaga
Kavekini Nalaga (* 1965 in Nadroga-Navosa) ist ein ehemaliger fidschianischer Rugbyspieler. Er nahm 1987 mit der fidschianischen Rugby-Union-Nationalmannschaft an der Rugby-Union-Weltmeisterschaft teil.